# 한여름의 판타지아
"한여름의 판타지아"는 2015년에 개봉한 한일 합작 영화이다.

## 캐스팅
- 김새벽 : 혜정 역
- 이와세 료 : 유스케 역
- 임형국 : 태훈 역
- 강수안

## 수상
- 2014년 제20회 부산국제영화제 한국영화감독조합상
- 2014년 제40회 서울독립영화제 심사위원 특별언급
- 2015년 제3회 무주산골영화제 뉴비전상, 전북영화비평포럼상
- 2015년 제35회 한국영화평론가협회상 국제영화비평가연맹 한국본부상
- 2015년 제16회 부산영화평론가협회상 각본상 - 장건재
- 2016년 제3회 들꽃영화상 촬영상 - 후지이 마사유키